# Rhithrogena neretvana
Rhithrogena neretvana is een haft uit de familie Heptageniidae. De wetenschappelijke naam van de soort is voor het eerst geldig gepubliceerd in 1984 door Tanasijevic.
De soort komt voor in het Palearctisch gebied.